# Mysen
Mysen – miasto w Norwegii, położone w okręgu Østfold, siedziba gminy Eidsberg. W 2018 roku miasto liczyło 6531 mieszkańców.

## Galeria

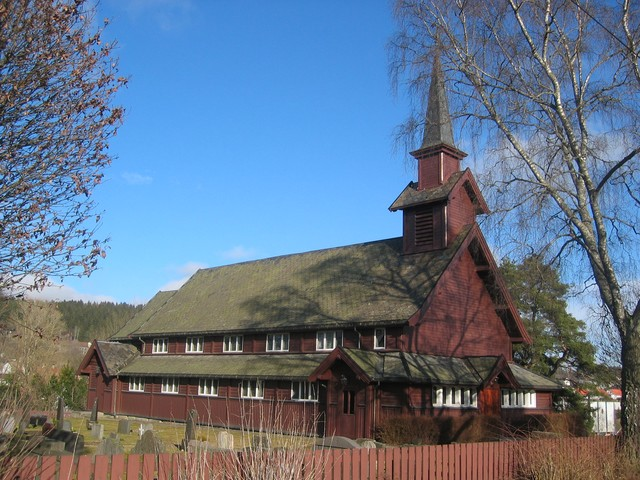
Drewniany kościół w Mysen
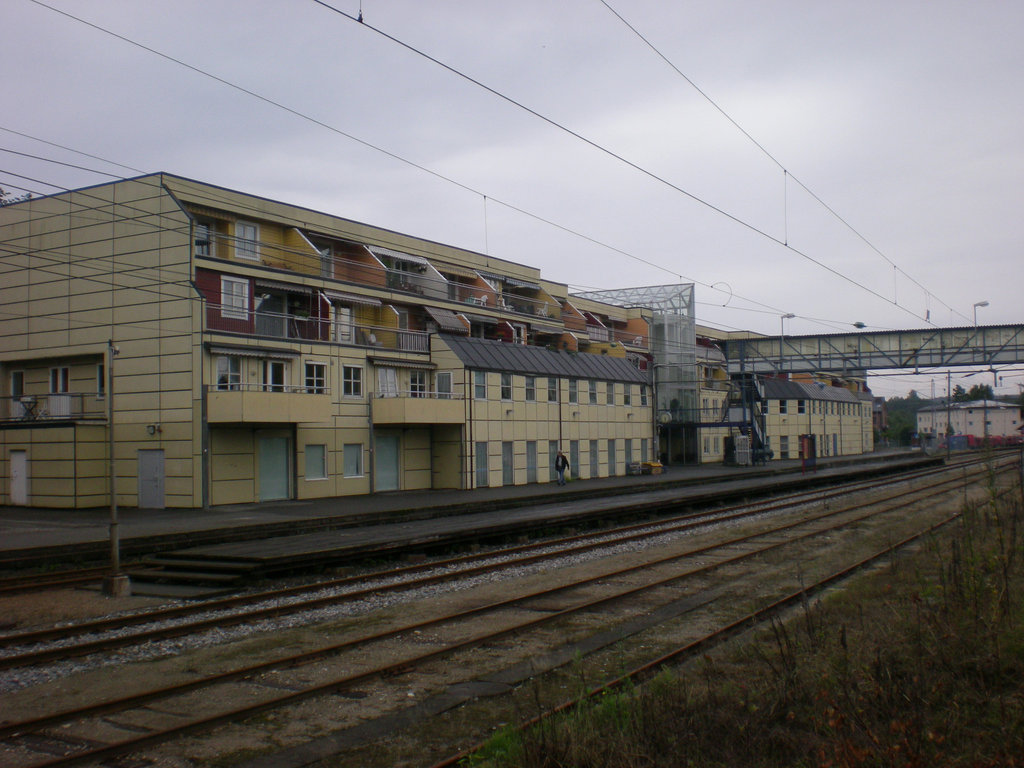
Stacja kolejowa